# Lagny-sur-Marne
Lagny-sur-Marne település Franciaországban, Seine-et-Marne megyében. Lakosainak száma 21 433 fő (2022. január 1.). Lagny-sur-Marne Conches-sur-Gondoire, Pomponne, Saint-Thibault-des-Vignes, Thorigny-sur-Marne, Chanteloup-en-Brie, Dampmart, Gouvernes és Montévrain községekkel határos.

## Népesség
A település népességének változása:
| Lakosok száma | 1607 | 2029 | 3458 | 4990 | 5880 | 8310 | 16 465 | 20 232 | 21 356 | 21 433 |
|               | 1793 | 1836 | 1861 | 1886 | 1911 | 1936 | 1975   | 2008   | 2017   | 2022   |